# ニューメキシコ・レイルランナー・エキスプレス

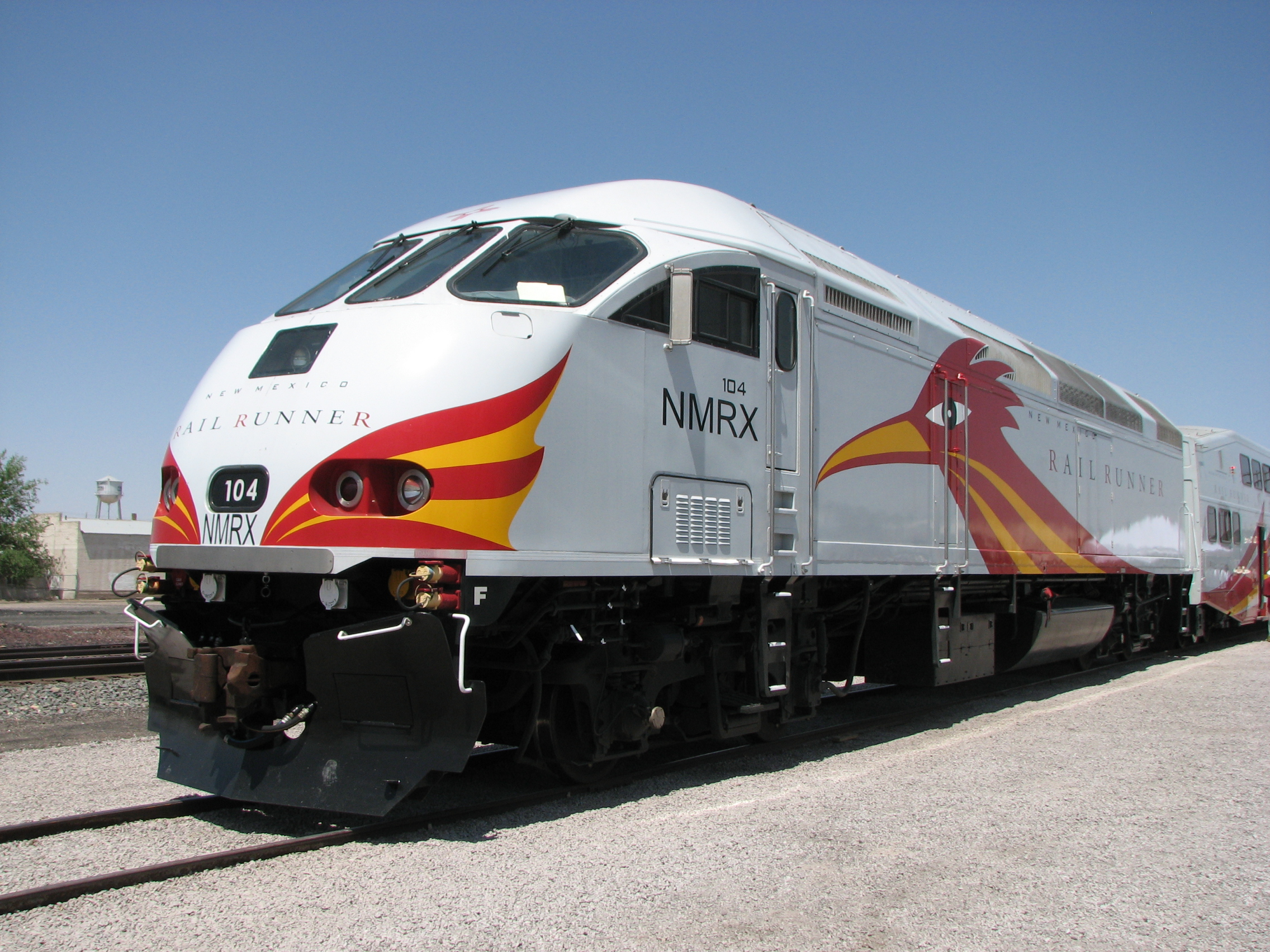
ニューメキシコ・レイルランナー・エキスプレス

ニューメキシコ・レイルランナー・エキスプレス（New Mexico Rail Runner Express）とは、アメリカ合衆国ニューメキシコ州アルバカーキ都市圏の通勤者用の旅客鉄道サービスである。州都サンタフェと州最大都市アルバカーキを結ぶ唯一の高速道路州間高速道路25号線の渋滞緩和を主な目的とし、アルバカーキとサンタフェ周辺に位置するプエブロ居留地の住民や観光客による利用も見込まれている。BNSF鉄道の線路を利用し、ニューメキシコ州運輸省（New Mexico Department of Transportation、NMDOT）とニューメキシコ州中部自治体合同委員会（the Mid Region Council of Governments、MRCOG）とで運営している。第1段階としてベレンからベルナリオまでが開通し、第2段階としてサンタフェまで開通している。

## 歴史
- 2003年8月：ビル・リチャードソン州知事が鉄道敷設の計画を発表
- 2005年10月31日：起工
- 2006年7月14日：アルバカーキ都心駅 - サンドバル郡／国道550号駅間 無料開業
  - 8月14日：延べ利用者10万人
  - 10月13日：延べ利用者20万人
  - 11月1日：片道2ドルの有料化
  - 12月11日：ロスルナス駅 - アルバカーキ都心駅間 延伸開業
- 2007年2月2日：ベレン駅 - ロスルナス駅 延伸開業
  - 2月22日：延べ利用者30万人
  - 4月1日：料金体系を単一料金からゾーン制料金に移行
  - 5月10日：延べ利用者40万人
  - 7月5日：延べ利用者50万人
  - 8月24日：初の踏切事故(機関車小破、SUV大破で親子3人死亡)
- 2008年12月17日：サウスキャピトル駅 - サンタフェ・ディーポ駅間 延伸開業
- 2009年8月1日：州道599号駅開業
  - 9月12日：ロボ臨時駅開業（2009年12月以降使用歴なし）
- 2010年4月29日：ケーワ・プエブロ駅開業
- 2011年8月29日：サンディア・プエブロ駅開業
- 2014年4月7日：モンタニョ駅開業
- 2017年春：ジア通り駅開業予定

## 駅
- サンタフェ・ディーポ駅（Santa Fe Depot）
- サウスキャピトル駅（South Capitol）
- ジア通り駅（Zia Road）
- サンタフェ郡／州道599号駅（Santa Fe County / NM 599）
- ケーワ・プエブロ駅（Kewa Pueblo）
- サンドバル郡／国道550号駅（Sandoval County / US 550）
- ベルナリオ都心駅（Downtown Bernalillo）
- サンディア・プエブロ駅(Sandia Pueblo)
- ロスランチョス／ジャーナルセンター駅（Los Ranchos / Journal Center）
- モンタニョ駅（Montaño）
- アルバカーキ都心駅（Downtown Albuquerque）
- ロボ臨時駅（Lobo Special Events Platform）（2009年に使用された後2010年以降は未使用）
- ベルナリヨ郡／国際空港駅（Bernalillo Co. / Int'l Sunport）
- イスレタ・プエブロ駅（Isleta Pueblo）
- ロス・ルナス駅（Los Lunas）
- ベレン駅（Belen）

## 乗車券
乗車券は、駅のホーム及び列車内で、黄色いベストを着た係員から購入するか、WEBサイトよりオンラインチケットが購入できる。オンラインで乗車券を購入すると、一日券は1ドル引き、1ヶ月定期券と1年定期券は10ドル引きになる。
料金はゾーン制が敷かれている。
- ゾーンA：ロスルナス駅・ベレン駅
- ゾーンB：サンディアプエブロ駅 - イスレタプエブロ駅
- ゾーンC：サンドバル郡／国道550号駅・ベルナリオ都心駅
- ゾーンD：サントドミンゴ・プエブロ駅（未開業）
- ゾーンE：サンタフェ郡／州道599号駅（未開業）
- ゾーンF：ジア通り駅（未開業）・サンタフェ・ディーポ駅

正規料金は以下のとおり（駅および列車内で購入した場合）
- 1ゾーン間：片道2ドル、1日券3ドル、1ヶ月定期券39ドル、1年定期券385ドル
- 2ゾーン間：片道3ドル、1日券4ドル、1ヶ月定期券55ドル、1年定期券550ドル
- 3ゾーン間：片道5ドル、1日券6ドル、1ヶ月定期券72ドル、1年定期券715ドル
- 4ゾーン間：片道8ドル、1日券9ドル、1ヶ月定期券105ドル、1年定期券1045ドル
- 5ゾーン間：片道9ドル、1日券10ドル、1ヶ月定期券110ドル、1年定期券1100ドル
- 6ゾーン間：片道10ドル、1日券11ドル、1ヶ月定期券121ドル、1年定期券1210ドル

そのほか、子供、学生、高齢者、障害者のための割引料金等がある。10歳未満の子供は無料。

## 車両
車両は以下の3形式15台を保有している。
機関車にはオオミチバシリを模したマークの頭部、客車にはその羽が描かれている。
車両編成は、編成南端（ベレン方向）に機関車が南向きに1両、客車および制御客車が続き、北端に制御客車の運転台がくる。
- MPI社製MP36PH-3C型電気式ディーゼル機関車9両
- ボンバルディア・トランスポーテーション製ボンバルディア・バイレベル・コーチ13両
- ボンバルディア・トランスポーテーション製ボンバルディア2階建制御客車9両

## 乗務員
乗務員は1列車3名が乗務している。機関士1名・運転扱い車掌1名そして乗客扱い車掌1名である。運転扱い車掌は、扉の開閉・停車位置の確認・出発時の安全確認・車内放送・車内秩序の維持などを、乗客扱い車掌は、切符の出札及び改札・車内秩序の維持などを任務としている。服装は、それぞれ紺のジーンズと白いシャツの上に、機関士と運転扱い車掌が赤いベスト、乗客扱い車掌が黄色いベストを着用している。

## 将来計画
駅を増やす計画がある。具体化しているものとしてはケーワ・プエブロ駅～国道550号駅間のサン・フェリペ・プエブロへの駅の設置プランなどが挙げられる。
路線自体は北側のタオス方面や、南側はラスクルーセスを経由して国境の街エルパソまで延伸する構想はあったものの、すべて構想段階に留まっている。